# Antoine Huby
Antoine Huby (Uzel, 19 gennaio 2001) è un ciclocrossista e ciclista su strada francese che corre per il team Soudal Quick-Step. Nel 2023 ha vinto il Grand Prix Jeseníky e si è piazzato secondo alla Liegi-Bastogne-Liegi Under-23; è professionista dal 2024.

## Palmarès

### Cross
- 2018-2019 (Juniores)

Campionati francesi, Junior
- 2020-2021

Campionati francesi, Under-23

### Strada
- 2023 (Vendée U, una vittoria)

Classifica generale Grand Prix Jeseníky

## Piazzamenti

### Competizioni mondiali
- Campionati del mondo di ciclocross

Bogense 2019 - Junior: 21º
Ostenda 2021 - Under-23: 34º
Fayetteville 2022 - Under-23: 11º
- Campionati del mondo su strada

Glasgow 2023 - In linea Under-23: ritirato

### Competizioni europee
- Campionati europei di ciclocross

Rosmalen 2018 - Junior: 13º
Drenthe-Col du VAM 2021 - Under-23: 23º